# Vermicino
Vermicino är en frazione inom storstadsregionen Rom och i kommunen Frascati i regionen Lazio i Italien. Vermicino är beläget i zonen Torre Gaia i Municipio Roma VII.
Bland sevärdheterna finns kyrkan Sacri Cuori di Gesù e Maria samt påve Clemens XII:s fontän, ritad av Luigi Vanvitelli år 1731.

## Vermicino-incidenten
I juni 1981 föll den 6-årige Alfredo Rampi ner i en artesisk brunn i Vermicino. Händelsen följdes av ett stort medieuppbåd och räddningsarbetet direktsändes i TV. Den dåvarande presidenten, Sandro Pertini, besökte platsen. Alfredo Rampi höll ut i tre dygn i brunnen, innan han avled.

## Bilder
| - Alfredo Rampi (1975–1981). |

### Webbkällor
- ”Municipio Roma VII” (på italienska). Comune di Roma. Arkiverad från originalet den 1 januari 2020. http://archive.ph/wip/8QFTD. Läst 1 januari 2020.